# Pottwal
Der Pottwal (Physeter macrocephalus, Synonym: Physeter catodon) ist ein in allen Ozeanen verbreiteter Wal aus der Unterordnung der Zahnwale (Odontoceti). Unter den Zahnwalen ist er der einzige Großwal. Pottwale ernähren sich vorwiegend von Tintenfischen; die Bullen können dabei in Tiefen von mehr als 1000 Metern tauchen.
Nächste Verwandte des Pottwals sind die Zwergpottwale (Gattung Kogia), mit denen er (nach einigen Auffassungen) die Familie der Pottwale (Physeteridae) bildet.

## Benennung
Die Bezeichnung „Pottwal“ bezieht sich auf den Kopf des Wals, der wie ein Topf (niederdeutsch Pott) hervorragt. Die englische Bezeichnung Sperm Whale sowie die Benennung eines sogenannten Spermaceti-Organs sind auf das Aussehen und die an Sperma erinnernde Konsistenz des Walrats zurückzuführen. Als wissenschaftliche Namen werden Physeter macrocephalus (Bläser – großer Kopf) und Physeter catodon (Bläser – Zähne unten) verwendet. Die Namen wurden 1758 von Linnaeus (Carl von Linné) in der 10. Auflage seiner Systema Naturae beschrieben und 1911 von Thomas für synonym erklärt. Bisher konnte sich jedoch noch keiner der beiden Namen endgültig durchsetzen.
Ein anderer, in entsprechenden Varianten in vielen europäischen Sprachen bevorzugter, aber im Deutschen selten verwendeter Name für den Pottwal ist Kaschelott, eine Eindeutschung des franz. cachalot, das seinerseits mutmaßlich auf ein altes romanisches Wort für bezahnt zurückgeht.
Eine antarktische Gruppe von Rifffelsen wurde nach dieser Tierfamilie mit dem Namen Catodon Rocks benannt.

## Merkmale

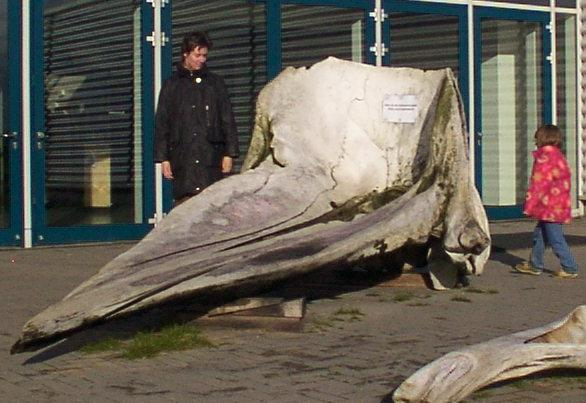
Pottwalschädel ohne Unterkiefer

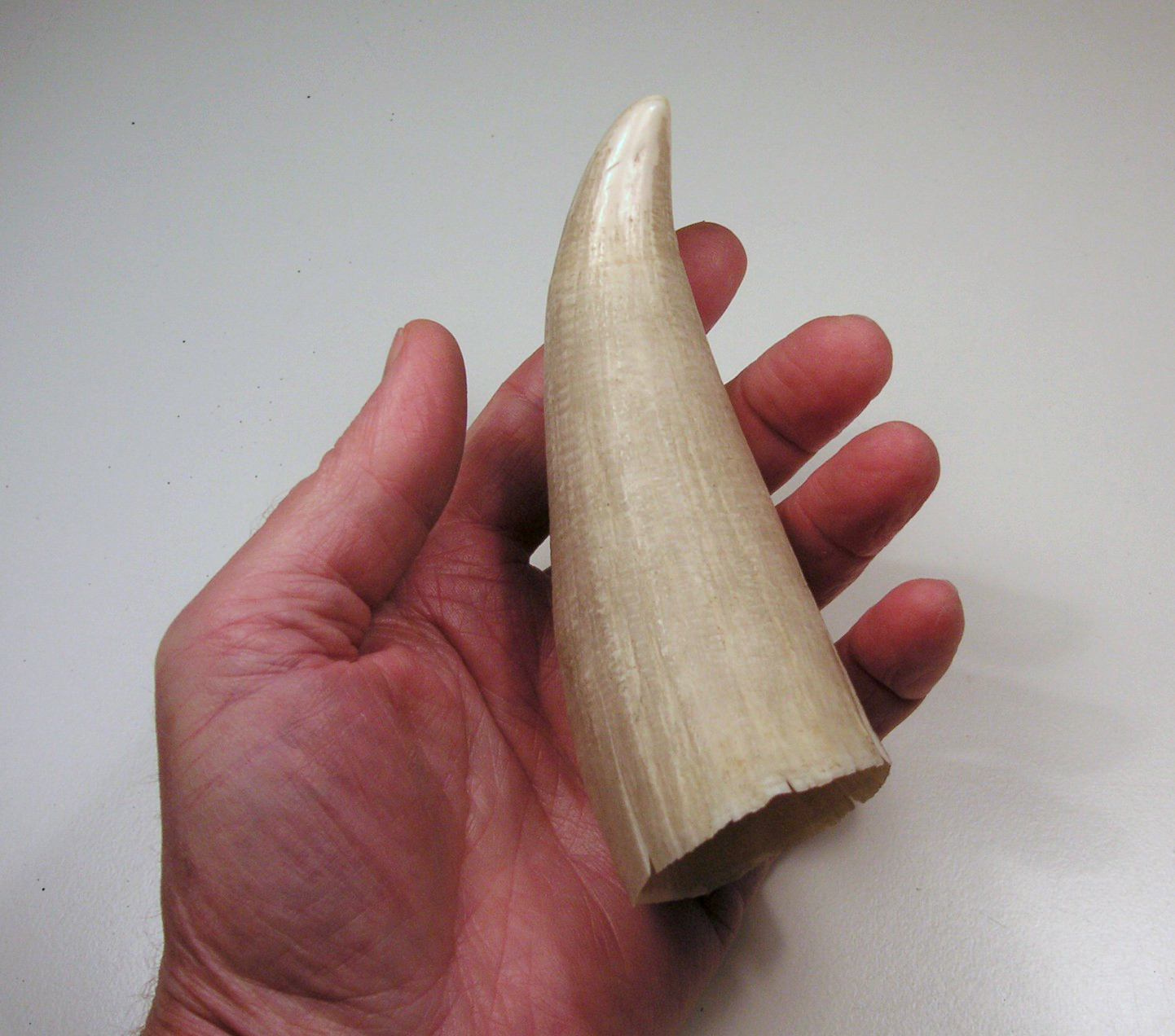
Zahn eines Pottwals

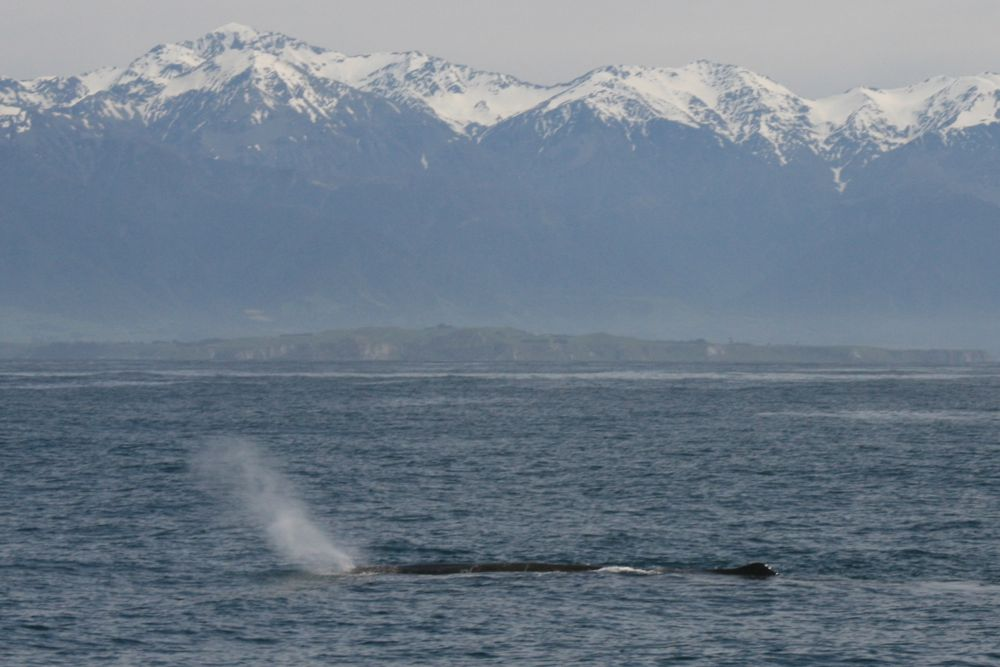
Blas eines Pottwals mit typischer 45°-Neigung

Pottwalmännchen sind deutlich größer und schwerer als Weibchen, der Geschlechtsdimorphismus ist der größte unter den Meeressäugern. Große Bullen erreichen Längen von über 20 Metern und Gewichte von über 50 Tonnen und sind damit die größten bezahnten Tiere der Erde. Einzelne Exemplare scheinen allerdings noch größer werden zu können, wie einige Trophäen aus der Zeit zeigen, in der Pottwale noch im großen Stil gejagt wurden. Ein Paar über 30 cm lange Zähne etwa, die in der Sammlung des New Bedford Whaling Museum lagern, lassen nach Schätzungen darauf schließen, dass der betreffende Wal deutlich über 20 Meter lang und über 100 Tonnen schwer gewesen sein kann. Owen Chase schätzte in dem Bericht über den Untergang des Walfangschiffes Essex durch einen Pottwalangriff im Jahr 1820 die Länge dieses Pottwals auf 85 Fuß (26 Meter). Da das Schiff selbst eine Länge dieser Größenordnung hatte, kann diese Schätzung als realistisch angesehen werden. Die Weibchen erreichen eine Länge bis zu 12 Meter und ein Gewicht von 15 Tonnen.
Kennzeichnend für die Art ist der enorme, in der Silhouette nahezu rechteckige Kopf, der bis zu einem Drittel der Gesamtlänge ausmachen kann. Das Gehirn wiegt bis zu 9,5 Kilogramm und ist damit das schwerste im gesamten Tierreich. Die Augen sind relativ klein. Auch der fragil anmutende Unterkiefer ist, verglichen mit der Größe des gesamten Schädels, sehr schmal und mit 40 bis 60 teilweise mehr als 20 cm langen Zähnen besetzt. Eine weitere Besonderheit ist, dass beim Pottwal nur die kegelförmigen Zähne des Unterkiefers gebrauchsfähig durchbrechen und diese im Oberkiefer in entsprechende Hornscheiden einrasten, während die Zähne des Oberkiefers normalerweise unsichtbar bleiben. Damit stellt sich die Frage nach dem Jagd- und Fressverhalten, die bislang nicht geklärt ist. Allerdings scheinen Zähne und Kiefer bei der Jagd keine große Rolle zu spielen, denn es wurden schon gut genährte Pottwale gefunden, deren Kiefer völlig deformiert und zum Festhalten von Beutetieren nicht geeignet waren. Pottwale können ungewöhnlich laute Töne erzeugen. Dabei konnten Schalldruckpegel von über 230 dB gemessen werden, die einer Theorie zufolge möglicherweise dazu geeignet sind, Beutetiere zu betäuben oder zu desorientieren.

Pottwal-Umriss, Taucher als Größenvergleich

Die Haut der Wale ist meist längsfurchig und am Kopf häufig vernarbt, die Farbe erinnert an hellen Marmor. Der Rückenbuckel bzw. die Rückenflosse ist niedrig und variiert stark. Von der Rückenflosse bis zur Schwanzfluke zieht sich eine Reihe von Buckeln oder Zacken. Der Pottwal hat kurze, stummelartige Brustflossen (Flipper). Die Fluke hat die Form von zwei aneinander liegenden rechtwinkligen Dreiecken, die an der Spitze leicht abgerundet und in der Mitte tief eingekerbt sind.
Das einzige, s-förmige Atemloch befindet sich an der oberen Spitze des Kopfes asymmetrisch auf der linken Seite, wodurch sich ein schräger Blas ergibt.

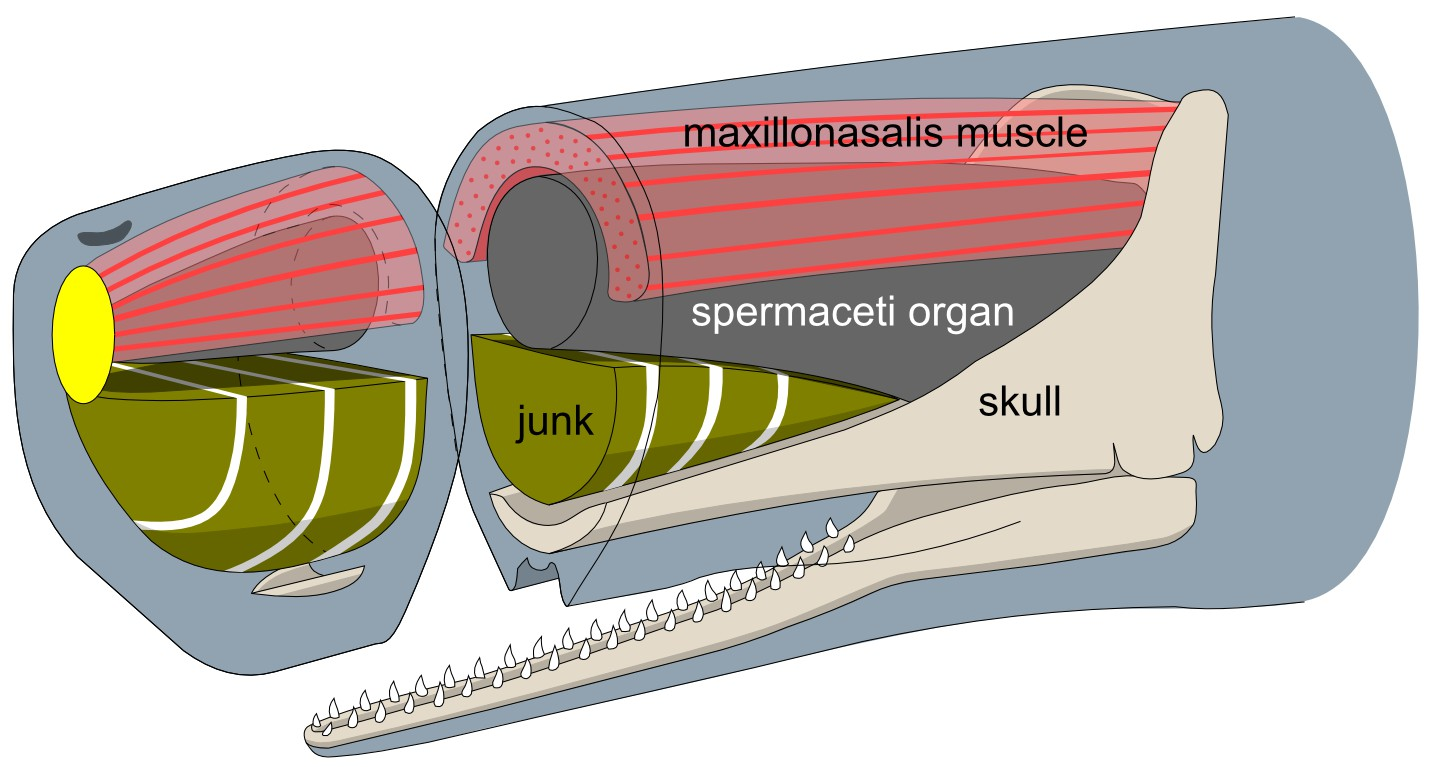
Anatomie des Kopfes

Der riesige Kopf eines Pottwals wird zu großen Teilen vom sogenannten Spermaceti-Organ und der Junk-Melone ausgefüllt. Diese sind vollständig mit Spermaceti gefüllt und können ein Gewicht von mehreren Tonnen haben. Das Organ ist mit zwei Luftsäcken verbunden, die in die Nasengänge übergehen. Die These, dass Spermaceti durch Verfestigung bei niedrigen Temperaturen die Dichte erhöht und somit den Auftrieb eines tauchenden Pottwals senkt, gilt durch Messungen an tauchenden Tieren als widerlegt. Die temperaturabhängige, eigenartige Konsistenz des Spermaceti gab Anlass zur Verwechslung mit Sperma.

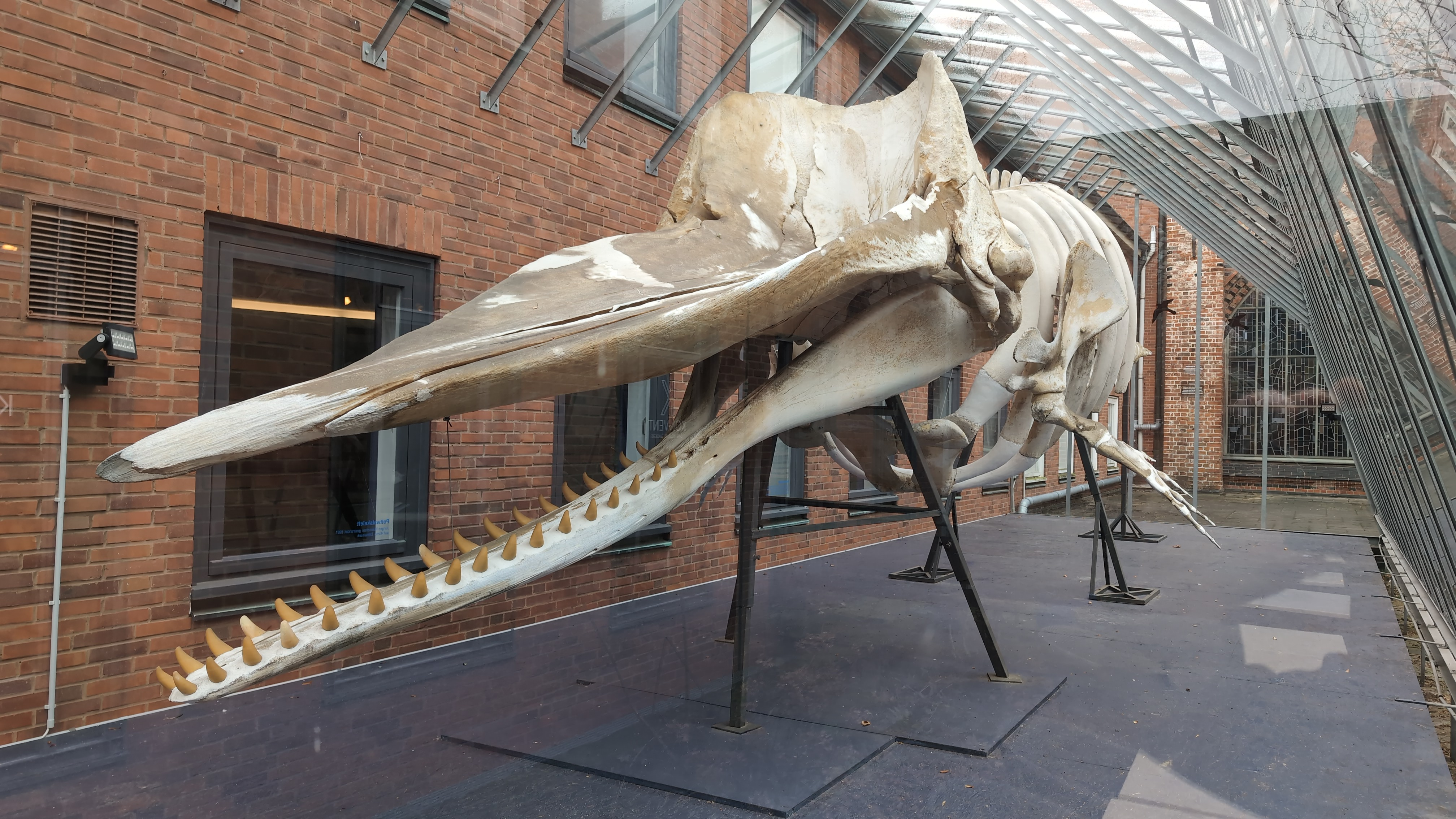
Pottwal-Skelett

Weitere Theorien über den Zweck dieses Organs sind verbreitet:
- Das Spermaceti-Organ könnte dem Kopf männlicher Pottwale mehr Stabilität und Kraft verleihen, um den Einsatz als Rammbock im Kampf zu begünstigen. Bekannt und teilweise auch dokumentiert sind Fälle, bei denen ein Pottwal seine Stirn offenbar bewusst, gezielt und mehrfach als Rammbock gegen Schiffe einsetzte, wodurch mindestens in einem Fall der Untergang eines 300 Tonnen großen Walfangseglers (der Essex im Jahr 1820) herbeigeführt wurde (→ Literatur-Eintrag: Aufzeichnungen von Owen Chase; Moby-Dick von Herman Melville; auch in Jules Vernes 20.000 Meilen unter dem Meer wird der Vorfall erwähnt).
- Es könnte eine Rolle beim Entleeren der Lungen vor dem Tauchen spielen und absorbiert bei großem Wasserdruck Stickstoff.
- Es könnte der Schallbündelung zum Zweck der Echoortung dienen.

## Verbreitung und Lebensraum

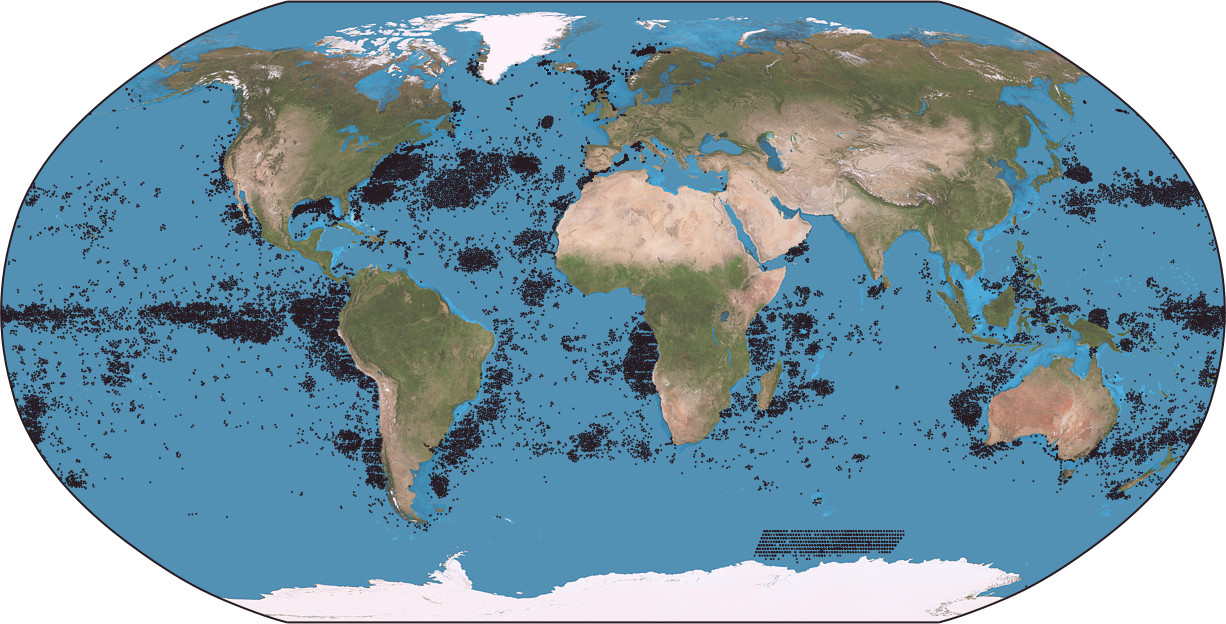
Gebiete mit hohem Pottwalvorkommen (schwarz)

Pottwale kommen in allen Ozeanen vor. Vor allem die Männchen sind dafür bekannt, lange Strecken zu wandern und dabei mitunter bis in die Polargebiete und in Randmeere vorzustoßen. Die Verbände aus Weibchen und Jungtieren konzentrieren sich hingegen in den Tropen und Subtropen und meiden Oberflächentemperaturen von unter 15 °C. Es ist kein anderer Organismus bekannt, der eine vergleichbare räumliche Trennung zwischen geschlechtsreifen Männchen und Weibchen aufweist.
Im August 2004 wurde erstmals ein Pottwal in der Ostsee gesichtet, die für das Überleben des Tieftauchers jedoch viel zu flach ist und ihm kaum geeignete Nahrung bietet. Typischer sind kleine Gruppen („Schulen“) von zumeist Jungbullen, die auf ihren jährlichen Rückwanderungen in wärmere Gewässer aus Richtung der Arktis irrtümlich in die Nordsee gelangen. Es wird angenommen, dass diese Tiere es von der norwegischen Küste her kommend versäumen, Großbritannien als natürliche Barriere rechtzeitig zu umschwimmen. Ganzjährig sind Pottwale zum Beispiel bei den Azoren, vor Portugal und schätzungsweise noch einige hundert auch im Mittelmeer anzutreffen, etwa im Bereich der griechischen Küste am Hellenischen Graben in einer Populationsstärke von etwa 200 Tieren.

## Lebensweise

### Fortbewegung und Orientierung
Pottwale zählen, neben Cuvier-Schnabelwalen und dem Südlichen See-Elefanten, zu den am tiefsten tauchenden Meeressäugern. Tiefen von 350 Meter werden offenbar regelmäßig überschritten. Dabei tauchen Männchen im Schnitt länger und tiefer als Weibchen und stoßen hierbei auch in extreme Tiefen von über 1000 Meter vor. Durch den Fund von Fischen in Pottwalmägen, die sich nur in über 3000 Meter Tiefe finden, gilt es als sicher, dass selbst diese Tiefen erreicht werden können. Die Dauer eines Tauchgangs kann 20 bis 100 Minuten betragen.
Pottwale haben Rippen, die bei größerem Wasserdruck nachgeben, wodurch sie diesem enormen Druck standhalten können. Man weiß aber, dass sie beim Tauchen ihren Stoffwechsel auf ein Minimum einschränken und lediglich die lebenswichtigsten Organe, also Herz, Gehirn und Rückenmark, durchbluten, und dass sie in ihrem Blut und in ihren Muskeln einen großen Sauerstoffvorrat speichern können. Ihr Blut hat außerdem einen 50 Prozent höheren Hämoglobinanteil als beim Menschen. Während des Tauchvorgangs schlägt ihr Herz nur noch halb so schnell wie an der Oberfläche.
Die normale Wanderungsgeschwindigkeit der Wale beträgt 5 bis 10 km/h, insbesondere bei Gefahr können sie auf bis zu 20 km/h beschleunigen.
Pottwale verwenden zur Orientierung und Nahrungssuche ausschließlich eine Form der Echoortung. Die Lautgebungen haben dabei wenig mit den Gesängen einiger Bartenwale gemein. Es handelt sich vielmehr um eine Folge von Klicklauten, die jedoch eine niedrigere Frequenz haben als die der Delfine. Die Sequenz der Klicklaute ist individuell verschieden, die Tiere können pro Sekunde etwa sechs davon erzeugen.

### Ernährung

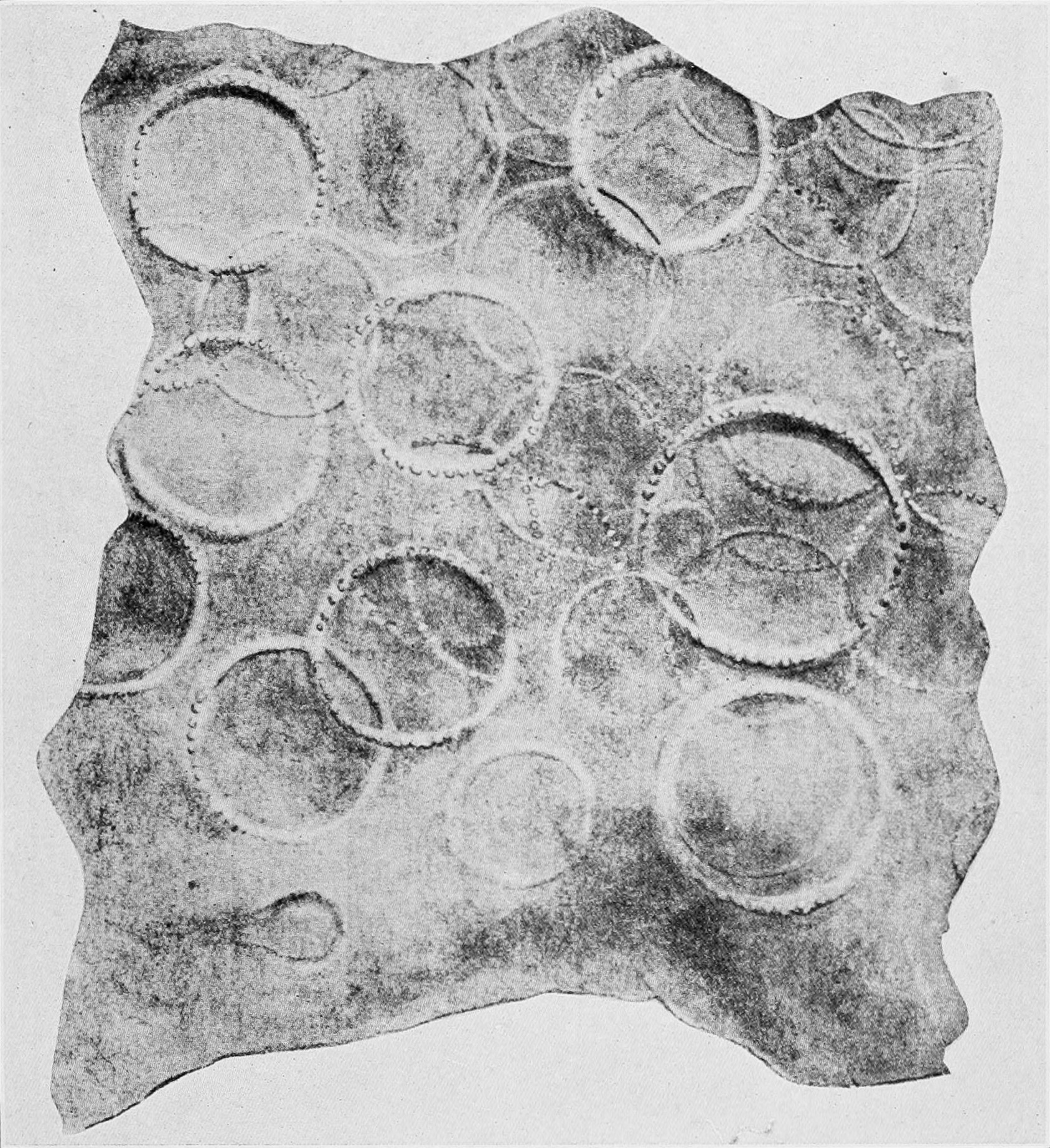
Pottwalhaut mit Narben von Tintenfischsaugnäpfen

Die Nahrung von Pottwalen besteht hauptsächlich aus in großen Tiefen erbeuteten Tintenfischen. Bis zu 10 Meter große Exemplare des Riesenkalmars wurden im Magen verendeter Tiere gefunden. Auf den Körpern von Pottwalen findet man außerdem Spuren von Saugnäpfen der Riesenkalmare. Hieraus könnte der Schluss gezogen werden, dass Wale und Kalmare einander Kämpfe in der Tiefsee liefern. Die genauen Umstände sind jedoch noch völlig unerforscht. Neben Tintenfischen ernähren sich Pottwale zu einem geringen Anteil auch von mittelgroßen Fischen (z. B. Kabeljau, Thunfisch und Seeteufel, kleinere Haie), teilweise sogar von größeren Krustentieren. Bei den Bullen scheint Fisch einen größeren Anteil der Nahrung auszumachen, besonders in den nördlicheren Gebieten.
Ein Bulle benötigt etwa 1,5 Tonnen Nahrung pro Tag.
Anhand der Nahrung versuchen einige Forscher Rückschlüsse auf die Wanderungen von Pottwalen zu ziehen. Während selten vollständige Kalmare bei der Untersuchung von Mageninhalten gefunden werden, bleiben die chitinösen Kiefer („Schnäbel“) zum größten Teil unverdaut. Diese liefern einerseits genauere Informationen über die Ernährung des Pottwals. Andererseits können Forscher anhand der spezifischen Schnäbel der Kalmare in den Mägen erlegter Pottwale in Teilen die Wanderrouten dieser Wale nachvollziehen. Wenn beispielsweise der Schnabel eines in der Antarktis beheimateten Koloss-Kalmars im Magen eines Pottwals gefunden wird, können durch den Lebensraum der Kalmare Rückschlüsse auf die Wanderungen des Pottwals gezogen werden.

### Schlafverhalten
Pottwale wurden in freier Wildbahn dabei beobachtet, 7 Prozent der Zeit senkrecht mit dem Kopf nach oben im Wasser zu treiben. Es wird vermutet, dass es sich dabei um Schlaf mit beiden Gehirnhälften handelt. Bisher war bei Tieren in Gefangenschaft nur Schlaf mit einer Gehirnhälfte festgestellt worden, wie das bei anderen Delfinen und Walen ebenfalls der Fall ist.

### Sozialverhalten und Fortpflanzung
Weibchen bilden soziale Verbände mit ihren Jungen. Sie leben in Gruppen von etwa 15 bis 20 Tieren; vor dem Zeitalter des Walfangs sollen diese Schulen noch weit größer gewesen sein und einige hundert Tiere umfasst haben. Geschlechtsreife Männchen verlassen den Verband und schließen sich ihrerseits zu Gruppen zusammen, vereinzelte oder ältere Bullen sind auch allein unterwegs, sie werden „Rovers“ genannt. Obwohl Pottwale nicht dafür bekannt sind, mit anderen Arten zu interagieren, wurden Walverbände beobachtet, denen einzelne Tiere anderer Arten von Meeressäugern angehörten. Diese werden offenbar nicht nur geduldet, sondern ähnlich behandelt wie eigene Jungtiere. Die Gründe für dieses Verhalten sind noch ungeklärt.
In der Fortpflanzungszeit stoßen die Männchen wieder zu den Verbänden der Weibchen. Hier unterhält ein Männchen nun einen Harem von etwa zehn Weibchen. Das Sozialverhalten in dieser Zeit ist noch nicht vollständig geklärt. Manche Beobachtungen sprechen dafür, dass es zwischen rivalisierenden Männchen zu Kämpfen um das Recht der Haremsführung kommt, während andere den Aufbau einer Hierarchie zu belegen scheinen, in der sich mehrere Männchen einen Harem teilen.
Die Tragezeit der Kühe ist nicht genau bekannt, wird aber auf 10 bis 17 Monate geschätzt. Jungtiere wiegen bei der Geburt um die 1000 Kilogramm und sind zwischen 4 und 5,5 Meter lang. Sie werden ein bis zwei Jahre gesäugt (entweder durch die eigene Mutter oder eine Amme), bevor sie selbständig fressen können. Ein großer Unterschied besteht bei der Geschlechtsreife, die Weibchen mit ungefähr 9 Jahren erreichen, Männchen erst mit 25. Die Wachstumsringe der Zähne lassen darauf schließen, dass Pottwale mindestens 70 Jahre alt werden können.

### Feinde

Schutzformation

Es wird davon ausgegangen, dass ausgewachsene, gesunde Pottwalbullen – abgesehen vom Menschen – keine Feinde haben. Altersschwache oder verletzte Tiere sowie selten auch die Gruppen der Weibchen und Kälber können aber Schwertwalen oder größeren Haien zum Opfer fallen. Im Falle eines Angriffs sind Pottwalverbände dafür bekannt, ihre Kälber oder geschwächte Tiere zum Schutz einzukreisen oder auch eine Art Phalanx zu bilden. Auch wurde beobachtet, dass sonst einzelgängerische Bullen sich in Not befindlichen Gruppen von Weibchen und Jungtieren zur Unterstützung anschlossen, es wird davon ausgegangen, dass sich in der Nähe befindende Artgenossen akustisch alarmiert werden können. Im Falle von Angriffen auf Schulen und kleinere Gruppen durch insbesondere Orcas wurde beobachtet, dass sich Pottwale, ähnlich anderer Großwale, dabei unverständlich passiv verhalten und eine maximal altruistisch anmutende Alle-oder-keiner-Taktik anwenden. Einzeltiere setzen sich dabei bewusst Angriffen aus, um solche auf kleinere, schwächere oder bereits verwundete Artgenossen zu blockieren oder sie zurück in den schützenden Kreis der anderen zu geleiten; die Gruppe bleibt grundsätzlich zusammen, selbst dann, wenn Flucht aus Sicht des Individuums eine bessere Option schiene. Das kann dazu führen, dass sich eine ganze Schule „opfert“; der evolutionäre Vorteil dieses Verhaltens ist Gegenstand von Diskussionen.

### Kommunikation
Pottwale kommunizieren mittels Klicksequenzen, die als Codas bekannt sind. Diese Codas enthalten komplexe, kontextabhängige und kombinatorische Strukturen, ähnlich menschlicher Sprache.

#### Kontextabhängigkeit und Kombination
Laut einer Studie von Sharma et al. (2024) haben Pottwal-Codas zwei wesentliche kontextabhängige Merkmale: Rubato und Ornamentation. Rubato bezieht sich auf feine Modulationen der Klickdauern, die sich im Verlauf einer Kommunikation ändern. Ornamentation beschreibt zusätzliche Klicks innerhalb einer Coda, die deren Grundstruktur verändern. Rubato und Ornamentation werden von den Walen genutzt, um die Bedeutung und den emotionalen Gehalt der Codas anzupassen und zu variieren. Rubato ermöglicht es den Walen, die Dauer der Klicks flexibel zu gestalten, was möglicherweise auf die Betonung bestimmter Informationen hinweist. Ornamentation fügt der Grundstruktur der Codas zusätzliche Elemente hinzu, die möglicherweise zur Verdeutlichung oder Differenzierung der Botschaft dienen. Zusätzlich zeigen die Codas auch zwei kontextunabhängige Merkmale: Rhythmus und Tempo. Der Rhythmus beschreibt die regelmäßige Abfolge von Klicks, während das Tempo die Geschwindigkeit der Klicksequenzen angibt. Diese Kombinationen ermöglichen eine Vielzahl von unterscheidbaren Codas, was auf ein sehr expressives Kommunikationssystem hinweist. Das Zusammenspiel dieser kontextabhängigen und -unabhängigen Merkmale erlaubt es den Pottwalen, komplexe und nuancierte Nachrichten zu übermitteln, die sowohl informative als auch emotionale Inhalte tragen können. Diese Kommunikationsfähigkeit ist entscheidend für die soziale Interaktion und die kulturelle Weitergabe von Wissen innerhalb der Pottwalgruppen. Die Forschung zeigt, dass die Codas der Pottwale eine ähnliche Funktion und Komplexität wie menschliche Sprache aufweisen. Dies deutet auf eine hohe Informationsdichte und Ausdruckskraft hin und unterstützt die Theorie, dass Pottwale ein hoch entwickeltes und differenziertes Kommunikationssystem besitzen.

#### Sozial und kulturell geprägt
Die Struktur der Codas variiert nicht zufällig, sondern ist systematisch und kann kulturelle Unterschiede zwischen verschiedenen Pottwal-Gruppen widerspiegeln. Diese kulturellen Unterschiede sind tief in der sozialen Organisation und den Interaktionen der Pottwale verwurzelt. Forschungsergebnisse zeigen, dass verschiedene Pottwalclans unterschiedliche Codas verwenden, was auf eine kulturelle Weitergabe innerhalb der Gruppen hinweist. Diese Codas dienen nicht nur der Kommunikation, sondern auch der Identitätsbildung und der sozialen Kohäsion innerhalb der Gruppen. Die systematische Variation der Codas ermöglicht es den Walen, komplexe soziale Strukturen aufrechtzuerhalten und Informationen über Generationen hinweg weiterzugeben. Dies ist vergleichbar mit menschlicher Sprache und Dialekten, die auch kulturelle Identitäten prägen und soziale Bindungen stärken. Die kulturelle Prägung der Pottwal-Kommunikation zeigt sich in der Art und Weise, wie spezifische Codas innerhalb von Familiengruppen und Clans verwendet und über Generationen weitergegeben werden. Darüber hinaus unterstützen die Codas die Kooperation und Koordination innerhalb der Gruppen, indem sie es den Walen ermöglichen, sich über große Entfernungen hinweg zu verständigen und komplexe Verhaltensweisen wie die gemeinsame Jagd oder die Pflege von Nachkommen zu organisieren.

## Gefährdung und Schutz

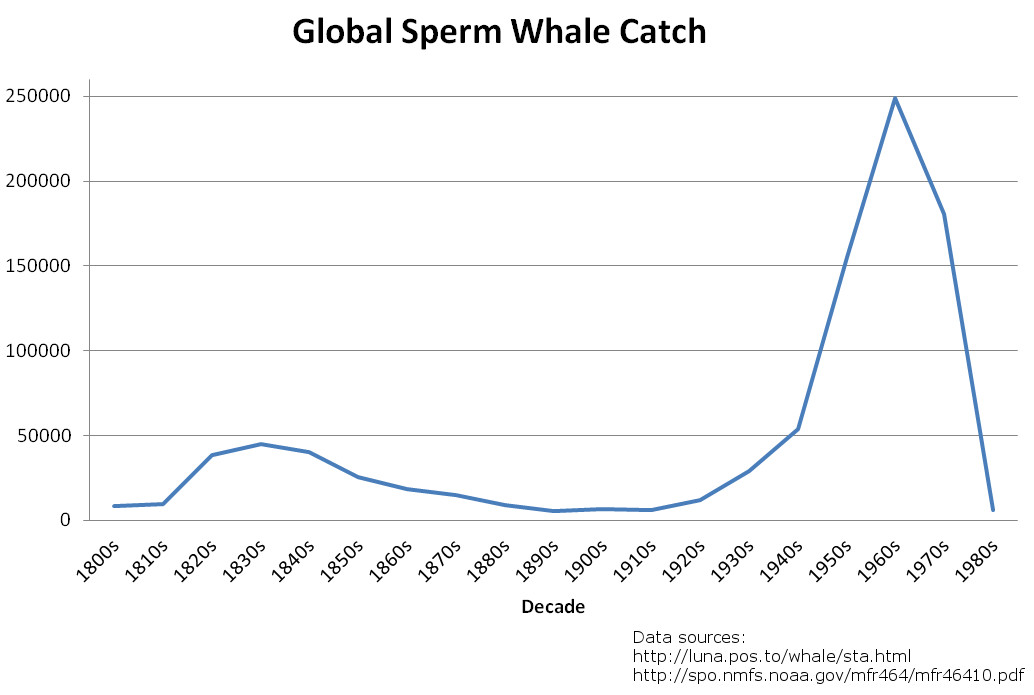
Pottwal-Fänge weltweit pro Jahr (1800–1980)

Der Walfang war in der Vergangenheit die größte Bedrohung für den Pottwal. Die Bestände sind immer noch so gering, dass die IUCN den Pottwal in der Roten Liste gefährdeter Arten als gefährdet (Vulnerable) ausweist. Schätzungen des Bestandes vom Beginn der 2000er differieren von 1 Million Tieren bis zu lediglich rund 360.000 Exemplaren.
In den 1960er und 1970er Jahren wurden jährlich über 200.000 Pottwale getötet (Abbildung). Der Walfang der Jahre 1987–2002 durch Mitgliedsstaaten des Internationalen Übereinkommens zur Regelung des Walfangs wird mit insgesamt 206 Tieren angegeben.
Begehrt war neben dem Tran aus dem Speck (Blubber) insbesondere das im Kopf in besonderen Ölhöhlen des Schädels befindliche Spermaceti und Ambra aus den Därmen. Während Ambra hauptsächlich in der Kosmetikindustrie Abnehmer fand, wurde Spermaceti zu Walratöl und Walrat (genannt auch Cetaceum) verarbeitet.
Eine weitere Bedrohung ist das Verschlucken von Plastikmüll. Auch Seekabel sind eine Gefahr für die Tiere, da sie sich auch in Grundnähe aufhalten und dort in den Kabeln verfangen und so ertrinken können. Unfälle dieser Art ereigneten sich in über 1000 Meter Tiefe.
Zwischen Januar und Februar 2016 strandeten in der südlichen Nordsee 30 Pottwale, davon 13 vor der schleswig-holsteinischen Küste, womit es sich um das größte je vor Schleswig-Holstein registrierte Pottwal-Sterben handelte.
Die vom Umweltprogramm der UNEP getragene Bonner Konvention CMS stellt diese Walart als wandernde Tierart sowohl in Appendix I als auch in Appendix II unter Schutz. Als Regionalabkommen der Bonner Konvention wurde das Übereinkommen ACCOBAMS zum Schutz der Wale des Schwarzen Meeres, des Mittelmeeres und der angrenzenden Atlantischen Zonen vom 24. November 1996 unterzeichnet. In Annex 1 dieses Vertrages wird unter anderem der Fang der Pottwale wie auch weiterer Walarten verboten und die Errichtung spezieller Schutzgebiete gefordert.
Über das Washingtoner Artenschutzübereinkommen CITES, Appendix I genießt der Pottwal durch Belegung seiner Art mit einem Handelsverbot Schutz vor dem Freien Handel. In der EU-Artenschutzverordnung (EG) Nr. 338/97 Anhang A wird diese Haltung übernommen. In der Berner Konvention des Europarates vom 19. November 1979 wird der Pottwal unter Appendix II als streng zu schützende Tierart gelistet. Die Europäische Union trägt dem Schutzgedanken in der Richtlinie 92/43/EWG oder Fauna-Flora-Habitat-Richtlinie Rechnung. Die Bundesrepublik Deutschland bezeichnete den Pottwal im Bundesnaturschutzgesetz als streng zu schützende Art.

## Pottwale in der Literatur
Obwohl Pottwale einige für Wale sonst untypische Merkmale aufweisen, gelten sie und ihre Silhouette als beliebtes Motiv exemplarischer Darstellung und Anspielung und mitunter als prototypische Wale schlechthin. Der Pottwal fand durch Herman Melvilles Roman Moby-Dick auch Eingang in die Weltliteratur. Der Titel geht auf einen Wal zurück, der im 19. Jahrhundert große öffentliche Aufmerksamkeit erhielt: „Mocha Dick“ war ein männlicher Pottwal mit eher grauer als brauner Haut und einer weißen Narbe auf seinem Kopf. Seinen Namen verdankte er seiner ersten Begegnung mit Walfängern um 1810 nahe der Insel Mocha vor der chilenischen Küste. 1859 wurde er von einem schwedischen Walfänger erlegt. Melville änderte den Namen des Wals in „Moby“ und verwob in seinem Roman auch die Ereignisse um den Untergang des Walfängers Essex nach den Aufzeichnungen von dessen damaligem Obermaat Owen Chase.
In Jules Vernes Science-Fiction-Roman 20.000 Meilen unter dem Meer wird der Pottwal von Kapitän Nemo als grausames, schädliches Gezücht bezeichnet, dessen Ausrottung gerechtfertigt sei. In einem Aufeinandertreffen kommt es zu einem Massaker, bei dem zahlreiche Tiere getötet werden.